# Drapeau du Queensland
 (juin 2023).
Si vous disposez d'ouvrages ou d'articles de référence ou si vous connaissez des sites web de qualité traitant du thème abordé ici, merci de compléter l'article en donnant les références utiles à sa vérifiabilité et en les liant à la section « Notes et références ».
Le drapeau du Queensland (en anglais : Flag of Queensland) est le drapeau officiel de l'État australien du Queensland. Il s'agit d'un Blue Ensign britannique avec l'insigne de l'État sur un disque blanc. L'insigne est une croix de Malte bleue claire avec une couronne impériale au centre de la croix. La forme actuelle du drapeau date de 1876, avec de légères modifications, tandis que l'insigne est conçue par William Hemmant (en), trésorier du Queensland.

## Separation Flag
Le 10 décembre 1859 (aussi connu comme Proclamarion Day au Queensland) plus de 180 jours après la séparation du Queensland de la colonie de Nouvelle-Galles du Sud, le Separation Flag flotta à 8h00 à Brisbane sous 21 coups de canons, la séparation du Queensland de  la colonie de Nouvelle-Galles du Sud.Le drapeau a été décrit comme Bleu ciel avec la Croix de saint Georges et l'Union Jack dans le coin. Le drapeau a été connu comme le "Moreton Bay Flag".

## Drapeau de 1870
Le drapeau d'État a été en premier créé en 1970 avec l'Union Jack sur le fond bleu royal en arrière plan. Cependant, le sceau n'était pas l'actuel. À sa place était le profil de reine Victoria dans un disque bleu entouré dans un anneau blanc sur lequel  "QUEENSLAND" en lettres d'or.

## Drapeau de 1876
La version apparue en 1876 manifestèrent des critiques car reproduire la tête de la reine Victoria était trop difficile à faire et un remplacement a été demandé. De nombreuses plaintes de représentants de l'État ont été déposées, y compris l'exemple ci-dessous trouvé dans les archives d'État du Queensland.
The Treasury, Queensland

Brisbane, 15 March 1876,
Referring to the Circular Despatch of the Secretary of State for the Colonies, dated 23 August last, upon the subject of distinctive badges proposed for the Flags of several
Colonies, I have the honour to advise Your Excellency that the difficulty of producing upon
bunting a fair representation of the head or bust of Her Majesty has proved so great, and the
effect, when produced, so unsatisfactory, as to render it necessary to abandon the idea of using
that device for the Queensland Ensign, and I beg therefore to recommend that the
accompanying design, within a wreath of laurel, be adopted for the Flags of the Colony in lieu
of that formerly advised.
I have the honour to be,
Sir,
Your most obedient Servant,

(signed) N Hemmant
His Excellency

WW Cairns, Esq, CMG

Brisbane
La croix de Malte embrochée dans la couronne a été choisie poarmi les quatre propositions pour remplacer la tête de la reine Victoria.

Insigne du Queensland (1876–1901)
Première proposition pour l'insigne du Queensland (1875)
Deuxième proposition pour l'insigne du Queensland (1875)
Troisième proposition pour l'insigne du Queensland (1875)

## Drapeau de 1901-1963
Une autre altération s'est produite en 1901 avec la mort de la reine Victoria. Le changement concernait la couronne empalée sur la croix de Malte; comme Victoria et Édouard VII avaient choisi des couronnes de couronnement différentes, les couronnes sur l'insigne devaient également changer.

## 1963-présent
Suivant la décision de la reine Élisabeth II d'utiliser la couronne de saint Édouard comme son chiffre royal, en 1963 l'emblème de l'État et le drapeau a été une fois encore mis à jour avec la conception de la couronne suivant la préférence du monarque. Cependant, on ignore si cette tradition continuera dans le futur, en dépit du choix de Charles III qui utilise la couronne des Tudor comme son chiffre royal, le gouvernement du Queensland l'a déclaré le 4 mai 2023 et n'a pas l'intention de mettre à jour l'emblème ou le drapeau d'État.

## Distribution du drapeau par le Gouvernement
Le gouvernement du Queensland offre des drapeaux d'État libres aux organisations éligibles, notamment:
- Écoles
- Organisations de jeunesse reconnues
- Groupes de services communautaires
- Organismes de Bienfaisance
- Clubs sportifs
- Autorités locales[7].

## Évolution du drapeau
| Période     | Drapeau | Drapeau du gouverneur |
| ----------- | ------- | --------------------- |
| 1859-1870   |         |                       |
| 1870-1876   |         |                       |
| 1876-1901   |         |                       |
| Depuis 1952 |         |                       |